# Sussex Rugby Football Union
La Unión de Fútbol de Rugby de Sussex, es la sociedad responsable de la unión de rugby en el condado de Sussex, Inglaterra, y es uno de los órganos constitutivos de la Unión de Fútbol de Rugby nacional.

## Historia
El primer club de rugby de Sussex fue Brighton, creado en 1868. Tras la creación de varios otros clubes en la década de 1880, la Unión de Fútbol de Rugby de Sussex se formó en 1883, varios años antes de la organización nacional de la que ahora es parte constituyente, y los miembros más recientes fueron admitidos en 2008.

## Equipo del condado masculino senior de Sussex
Sussex juega actualmente en la División 2 del Campeonato del Condado, habiendo sido ascendido de la División 3 al final de la competencia de 2018. Antes de esto, llegaron a la final de la División 2 del Campeonato del Condado de Bill Beaumont 2017 (la primera vez en la historia del condado), perdiendo en el conteo de intentos ante Oxfordshire (4 intentos a 5) en el Twickenham Stadium, luego de un emocionante juego que terminó 29- 29

## Equipo del condado de mujeres mayores de Sussex
Sussex actualmente juega en la División 1 del Campeonato del condado de Gill Burns y fue ascendido de la División 2 al final de la temporada 2017-2018 después de ganar la competencia de la Región Sudeste. En 2019, llegaron a la final del Campeonato del condado de Gill Burns de la División 1 en el estadio Twickenham (el primero en la historia del condado), perdiendo ante Yorkshire 11-27.

## Clubes afiliados
Actualmente hay 34 clubes adultos de pleno derecho afiliados a la RFU de Sussex, la mayoría de los cuales tienen equipos tanto a nivel senior como junior y tienen su sede en East Sussex o West Sussex .

## Competiciones de clubes del condado
La RFU de Sussex actualmente organiza las siguientes competiciones de clubes con sede en East Sussex y West Sussex:

### Ligas
También hay 6 ligas específicas de Sussex en los niveles 9-12 patrocinadas por la cervecería Harveys Brewery, y nombradas así por su gama de cervezas. Estas ligas contienen una mezcla de equipos de 1ª, 2ª y 3ª.
- Sussex Division 1 : liga clasificada en el nivel 9 del sistema de unión de rugby inglés ).
- Sussex División 2 - liga de nivel 10.
- Reserva de la División 2 de Sussex : liga de nivel 10 para equipos de reserva.
- Sussex División 3 - liga de nivel 11.
- Sussex División 4 Este - liga de nivel 12 ( East Sussex ).
- Sussex Division 4 West - liga de nivel 12 ( West Sussex ).

### Tazas
- Copa Bob Rogers de Sussex
- Cuenco de sussex
- Placa de Sussex
- Bandeja de Sussex
- jarrón sussex